# Ivica Križanac
Ivica Križanac (Split, Croacia, 13 de abril de 1979) es un futbolista croata. Juega de defensa y su equipo actual es el RNK Split.

## Biografía
Ivica Križanac, nació en Split, Croacia (antigua República Federal Socialista de Yugoslavia). Empezó su carrera profesional en un equipo de su país natal, el HNK Šibenik, en 1997. Ese año Križanac solo disputó siete encuentros de liga, y al finalizar la campaña su equipo descendió de categoría.
Luego militó en otros dos equipos de Croacia, el NK Slaven Belupo Koprivnica y el NK Varteks Varaždin.
En 2001 se marcha a jugar a la República Checa. Primero juega en el FK Jablonec 97, y a los pocos meses ficha por el AC Sparta Praga.
En 2002 el Górnik Zabrze polaco se hace con sus servicios por 150000 euros. Debuta en la Ekstraklasa el 3 de agosto en un partido contra el Ruch Chorzów (0-0). 
Al año siguiente recala en otro equipo de Polonia, el Dyskobolia Grodzisk Wielkopolski, que tuvo que pagar 200000 euros para poder ficharlo. Allí realizó un gran trabajo, llegando a ser considerado el mejor jugador extranjero de la liga polaca en 2004. Se proclama campeón de la Copa de Polonia con su club en 2005.
Ese mismo año se marcha a Rusia para jugar con su actual club, el Zenit de San Petersburgo, equipo que realizó un desembolso económico de 650000 euros para poder hacerse con sus servicios. Nada más llegar sufrió una lesión que le mantuvo alejado de los terrenos de juego unos meses. En 2007 consigue ganar el campeonato de Liga. Además esa temporada el equipo participaba en la Copa de la UEFA, llegando a la final, que consiguió ganar por dos goles a cero al Glasgow Rangers. Ese fue el mayor éxito en la historia del Zenit. Ese mismo año el equipo gana la Supercopa de Europa al imponerse al Manchester United F.C. por dos goles a uno.
En 2008 el club gana otro título, la Supercopa de Rusia. 

## Selección nacional
Ha sido internacional con la Selección de fútbol de Croacia en 11 ocasiones. Su debut como internacional se produjo el 20 de agosto de 2008 en un partido amistoso contra Eslovenia.

## Clubes
| Club                             | País            | Año       |
| -------------------------------- | --------------- | --------- |
| HNK Šibenik                      | Croacia         | 1997-1998 |
| NK Slaven Belupo Koprivnica      | Croacia         | 1998-2000 |
| NK Varteks Varaždin              | Croacia         | 2000-2001 |
| FK Jablonec 97                   | República Checa | 2001      |
| AC Sparta Praga                  | República Checa | 2001-2002 |
| Górnik Zabrze                    | Polonia         | 2002-2003 |
| Dyskobolia Grodzisk Wielkopolski | Polonia         | 2003-2005 |
| FC Zenit San Petersburgo         | Rusia           | 2005-2011 |
| RNK Split                        | Croacia         | 2011-     |

## Títulos
- 1 Copa de Polonia (Dyskobolia Grodzisk Wielkopolski, 2005)
- 1 Liga de Rusia (Zenit de San Petersburgo, 2007)
- 1 Copa de la UEFA (Zenit de San Petersburgo, 2008)
- 1 Supercopa de Rusia (Zenit de San Petersburgo, 2008)
- 1 Supercopa de Europa (Zenit de San Petersburgo, 2008)